# Diasemopsis fuscivenis
Diasemopsis fuscivenis är en tvåvingeart som först beskrevs av Enrico Adelelmo Brunetti 1926.  Diasemopsis fuscivenis ingår i släktet Diasemopsis och familjen Diopsidae.
Artens utbredningsområde är Kongo. Inga underarter finns listade i Catalogue of Life.